# 이전진
이전진(1972년 11월 14일 ~)은 OB 베어스의 전 야구 선수다. 한서고등학교를 졸업했다.

## 같이 보기
- 1996년 OB 베어스 시즌